# Phuket (miasto)
Phuket (tajski: ภูเก็ต) – miasto w południowej Tajlandii, na Półwyspie Malajskim, na wschodnim wybrzeżu wyspy Phuket, ośrodek administracyjny prowincji Phuket. W 2018 miasto liczyło 79 755 mieszkańców. W mieście rozwinął się przemysł spożywczy.

## Historia
W grudniu 1994 w mieście odbyła się 18. sesja Komitetu Światowego Dziedzictwa UNESCO.
W 1995 urodził się tu kierowca wyścigowy Sandy Stuvik.

## Turystyka
W 2018 miasto oraz wyspę Phuket, odwiedziło 10,08 mln turystów z całego świata – było dwunastym najczęściej odwiedzanym miastem na świecie. Do atrakcji turystycznych miasta należy:
- świątynia Wat Khao Rang – wybudowana na wgórzu wraz z wysokim na 9 m wizerunkiem siedzącego Buddy;
- świątynia chińska Sanjao Kwanim Teng;
- świątynia chińska Sanjao Jui Tui;
- Park Rama IX;
- Butterfly Garden & Aquarium – farma motyli i ryb.

## Galeria

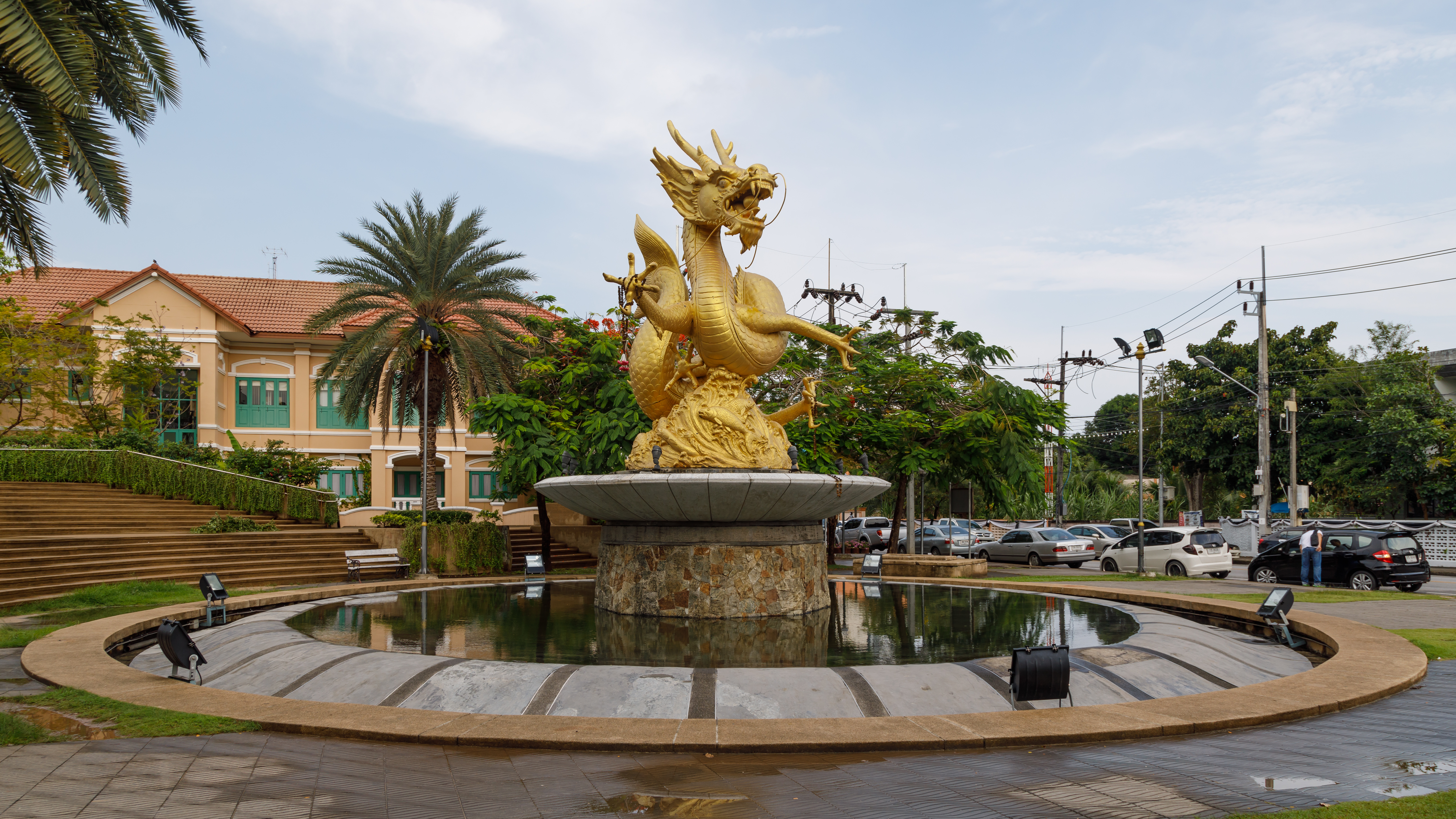
Fontanna
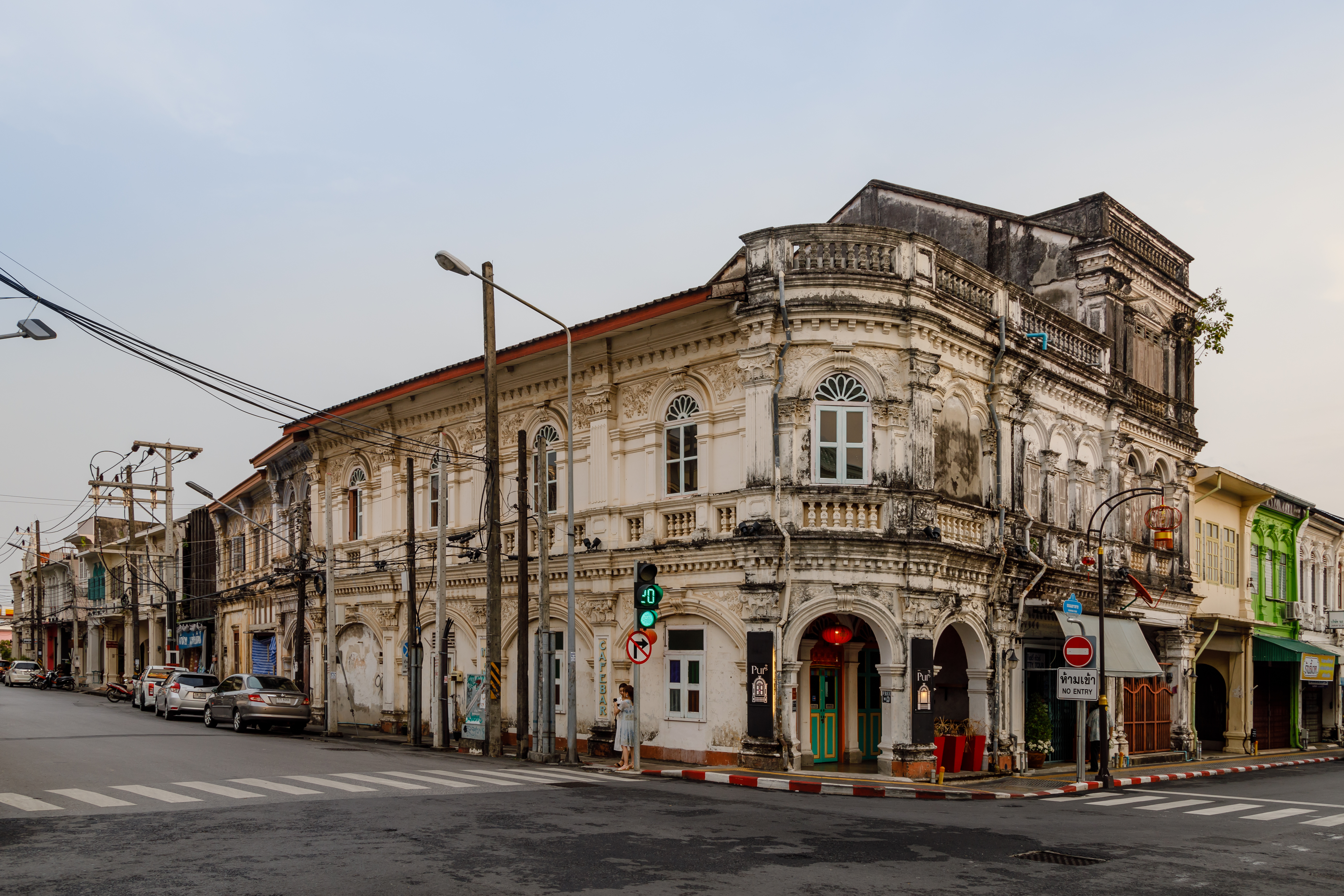
Zabudowa Phuket
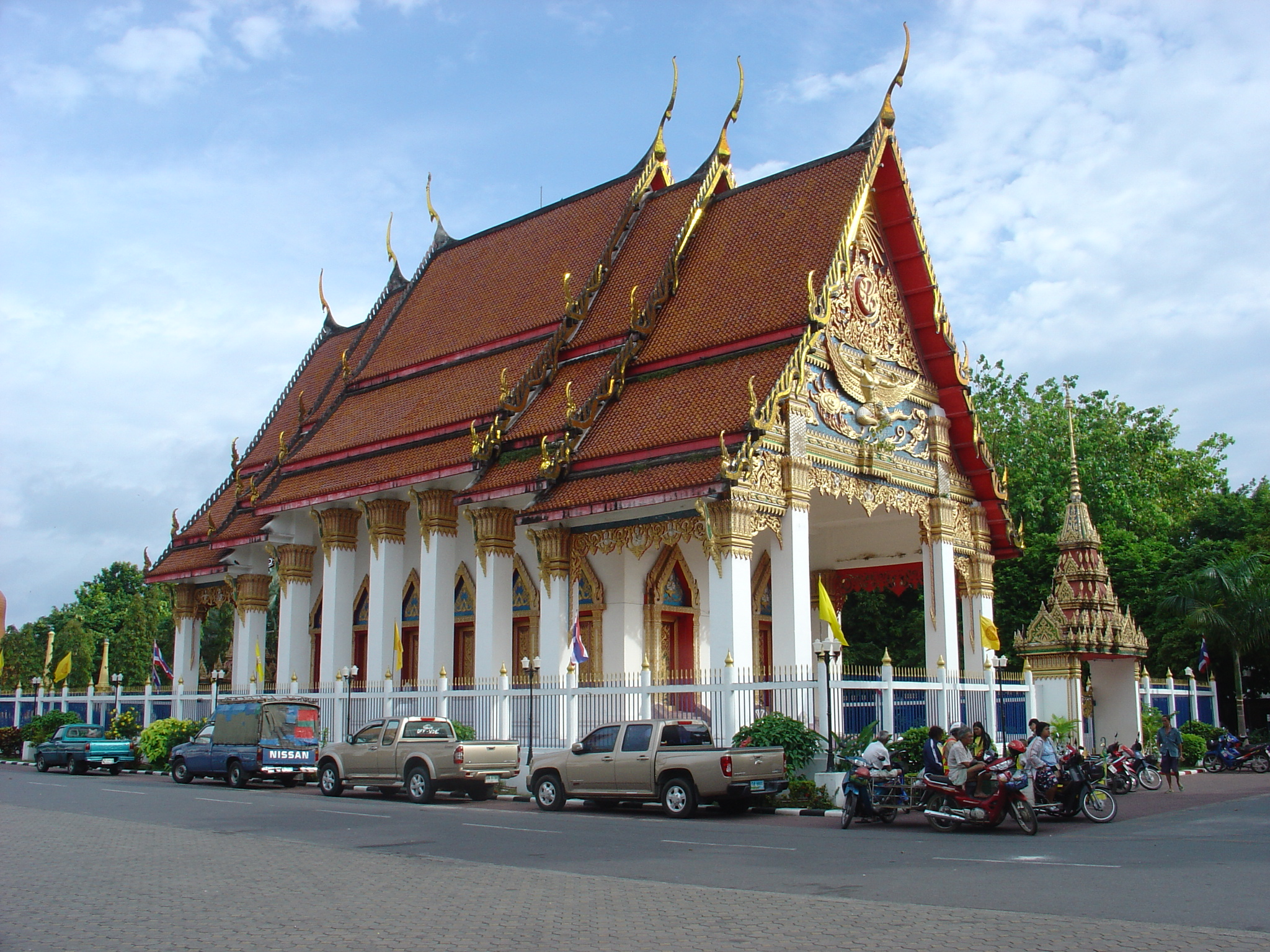
Wat Mongkol Nimit